# 麥肯錫·布朗
麥肯錫·伊·布朗（英語：Mackenzie Yee Brown，1995年3月14日—）是一名美国女子射箭運動員。 2016年里约奥运会中她是美国代表團唯一的女子射箭選手。2021年她再次代表美国参加2020年东京奥运会。

## 生平
布朗出生在美國德州的弗林特，是一名福音派基督徒，在她童年時期就經常用弓箭狩獵。後來她搬到加利福尼亚州丘拉维斯塔，她在那邊的美国奥林匹克训练中心進行訓練。

## 射箭經歷
布朗一開始是游泳選手，並且以參加奧運為目標。在她十几岁的时候，她发现了射箭這項运动，并轉而投入全部的心力到其中。布朗后来為了更精進自己的射箭技術而参加了青少年奥林匹克射箭发展俱乐部，并参加2012年奥运会射箭选拔赛，最終排名第16位，未能获得2012年倫敦奥运会的参赛资格。2012年她參加泛美錦標賽獲得團體銀牌，2014年於泛美錦標賽取得團體銅牌，又於2015年世界青年錦標賽獲得個人銀牌。在2016年8月時她成為世界排名第四的女子射箭選手，也因此入選2016年里約奧運美國射箭代表隊成為唯一的女選手，然而在32強賽時被緬甸選手山尤推擊敗。